# Zasłonak miedzianordzawy

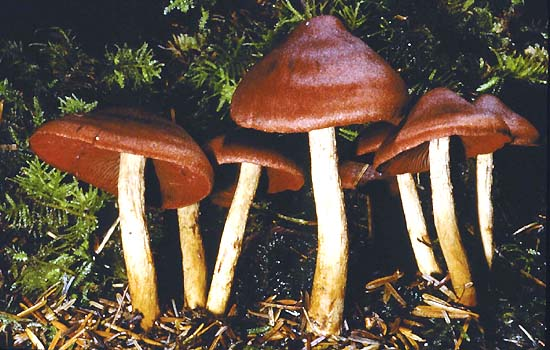

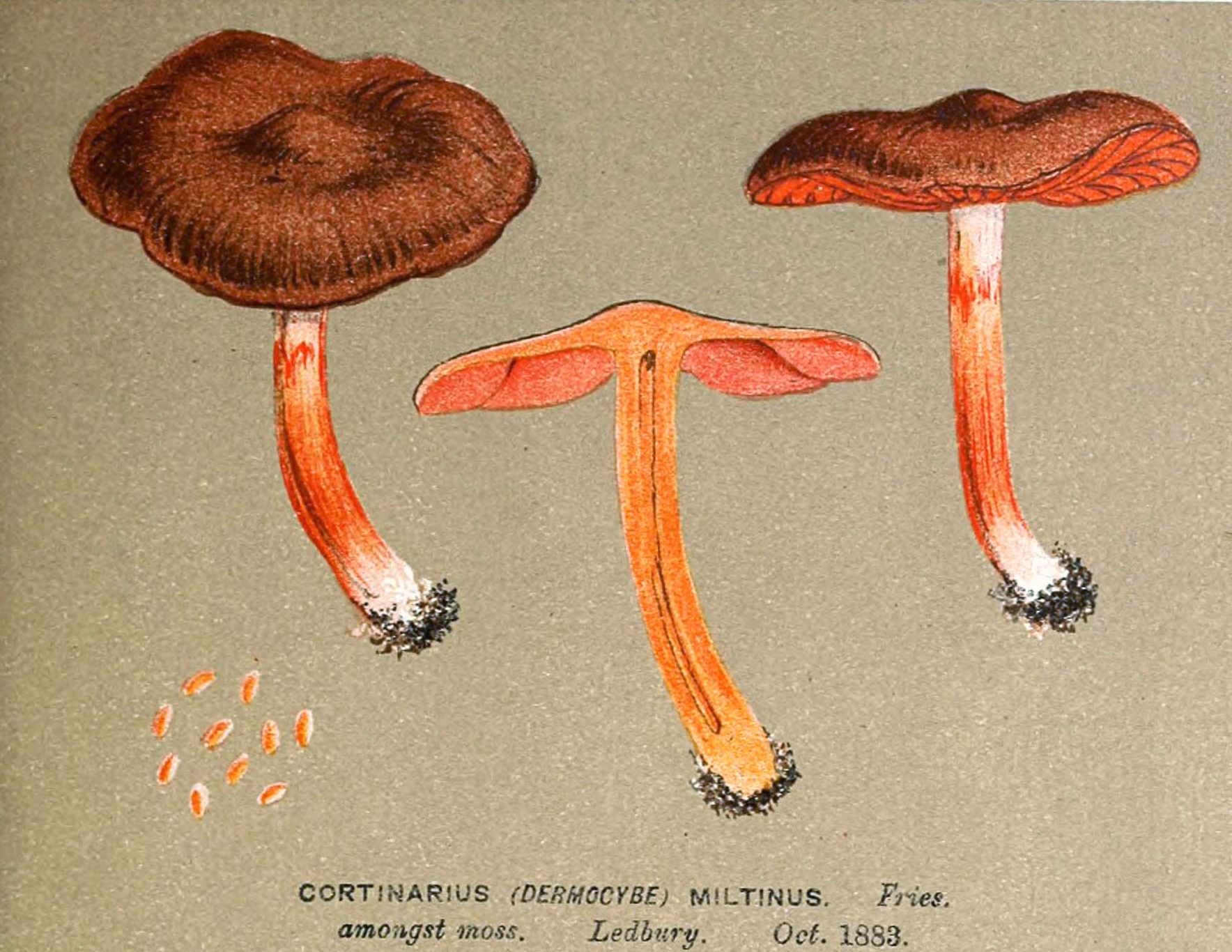

Zasłonak miedzianordzawy (Cortinarius purpureus (Bull.) Bidaud, Moënne-Locc. & Reumaux) – gatunek grzybów należący do rodziny zasłonakowatych (Cortinariaceae).

## Systematyka i nazewnictwo
Pozycja w klasyfikacji według Index Fungorum: Cortinarius, Cortinariaceae, Agaricales, Agaricomycetidae, Agaricomycetes, Agaricomycotina, Basidiomycota, Fungi.
Po raz pierwszy opisał ten takson Jean Baptiste François Pierre Bulliard w 1792 r. jako Agaricus purpureus. Obecną, uznaną przez Index Fungorum nazwę nadali mu w 1994 r. André Bidaud, pierre Moënne-Locc. i Patrick Reumaux, przenosząc go do rodzaju Cortinarius.
Synonimy:

- Agaricus phoeniceus Vent. 1812
- Agaricus purpureus Bull. 1792
- Agaricus purpureus Bull. 1792 var. purpureus
- Cortinarius phoeniceus (Vent.) Maire 1911
- Cortinarius phoeniceus (Vent.) Maire 1911 var. phoeniceus
- Cortinarius purpureus var. macrosporus Bidaud 1994
- Cortinarius purpureus var. occidentalis (A.H. Sm.) Mahiques 2009
- Cortinarius purpureus (Bull.) Bidaud, Moënne-Locc. & Reumaux 1994 var. purpureus
- Dermocybe phoenicea (Vent.) M.M. Moser 1974
- Dermocybe phoenicea (Vent.) M.M. Moser 1974 var. phoenicea

Nazwę polską nadał Andrzej Nespiak w 1975 r. dla synonimu Cortinarius phoeniceus. W niektórych atlasach grzybów opisany jest jako zasłonak żółtopurpurowy.

## Morfologia
Kapelusz
Średnica 1,5–5 cm, za młodu stożkowaty, potem dzwonkowaty, w końcu płasko rozpostarty z tępym garbem. Brzeg długo podwinięty. Powierzchnia gładka, tylko przy brzegu włókniście pilśniowa, o barwie czerwonobrązowej z ciemniejszym środkiem. U młodych okazów pomiędzy brzegiem kapelusza i trzonem żółte lub czerwonawe włókienka zasnówki. Starsze okazy płowieją i stają się rdzawobrązowe.
Blaszki
Przyrośnięte, średnio gęste, początkowo karminowoczerwone z pomarańczowym ostrzem, potem pomarańczowe. Zasnówka intensywnie żółta.
Trzon
Wysokość 4–8 cm, grubość 4–7 mm, walcowaty, zwykle nieco zgięty. Powierzchnia o barwie żółtej lub złotożółtej z włókienkami o barwie pomarańczowej do krwistoczerwonej. Podstawa trzonu często z żółtą grzybnią.
Miąższ grzyba
Cienki, brudno jasnożółty, z jasno oliwkowym odcieniem. Smak i zapach słaby, podobny do rzodkwi.
Zarodniki
O rozmiarach 6,5–8 × 3,5–4,5 μm i urzeźbionej powierzchni. Wysyp zarodników rdzawobrązowy.
Gatunki podobne
Jest wiele podobnie ubarwionych zasłonaków, np. zasłonak krwisty (Cortinarius sanguineus) czy zasłonak purpurowoblaszkowy (Cortinarius semisanguineus).

## Występowanie i siedlisko
Znane są jego stanowiska w Ameryce Północnej i Europie. W piśmiennictwie naukowym na terenie Polski jako Cortinarius phoeniceus do 2003 r. podano 7 stanowisk. Aktualne stanowiska podaje internetowy atlas grzybów.
Grzyb mykoryzowy. Rośnie w lasach iglastych na ziemi wśród mchów, szczególnie pod świerkiem pospolitym i sosną pospolitą. Owocniki wytwarza od sierpnia do października.
Grzyb niejadalny.